# Ad un passo dall'aurora
Ad un passo dall'aurora è un film drammatico del 1989 diretto da Mario Bianchi (come Mark B. Light), ispirato al romanzo breve Doppio sogno di Arthur Schnitzler.

## Trama
Durante il carnevale di Venezia, Riccardo Varchi, cardiochirurgo di successo, è oppresso da un'inspiegabile insoddisfazione, che solo la messa in pratica d'una sessualità deviata, morbosa e violenta sembra lenire il suo malessere. Gli incontri con la prostituta Lù, con l'amico di vecchia data Alessandro e la partecipazione a una misteriosa festa mascherata si riveleranno decisivi.